# غلياديانسكويي (كورغان)
غليأديانسكويي (بالروسية: Глядянское) هي مدينة في مقاطعة كورغان أوبلاست في روسيا.